# Сен-Луї-де-Кент
Сен-Луї-де-Кент (англ. Saint-Louis de Kent) — село в Канаді, у провінції Нью-Брансвік, у складі графства Кент.

## Населення
За даними перепису 2016 року, село нараховувало 856 осіб, показавши скорочення на 8,0%, порівняно з 2011-м роком. Середня густина населення становила 426,3 осіб/км².
З офіційних мов обидвома одночасно володіли 610 жителів, тільки англійською — 70, тільки французькою — 150. Усього 5 осіб вважали рідною мовою не одну з офіційних.
Працездатне населення становило 52% усього населення, рівень безробіття — 18,2%.
Середній дохід на особу становив $29 284 (медіана $25 067), при цьому для чоловіків — $33 301, а для жінок $25 354 (медіани — $29 632 та $23 712 відповідно).
21,4% мешканців мали закінчену шкільну освіту, не мали закінченої шкільної освіти — 43,7%, 34,1% мали післяшкільну освіту, з яких 23,3% мали диплом бакалавра, або вищий.
| Статево-вікова структура населення | Статево-вікова структура населення | Статево-вікова структура населення | Статево-вікова структура населення | Статево-вікова структура населення |
| ---------------------------------- | ---------------------------------- | ---------------------------------- | ---------------------------------- | ---------------------------------- |
|                                    |                                    |                                    |                                    |                                    |
| Всього                             | Всього                             | 45,0%55,0%                         |                                    |                                    |
| 0 — 14 років                       | 0 — 14 років                       |                                    | 11,7%                              | 11,7%                              |
| 15 — 64 років                      | 15 — 64 років                      |                                    | 58,5%                              | 58,5%                              |
| 65 і більше                        | 65 і більше                        |                                    | 29,8%                              | 29,8%                              |
| 85 і більше                        | 85 і більше                        |                                    | 2,9%                               | 2,9%                               |
| Середній вік (років)               | Середній вік (років)               | 45,853,5                           | 50,0                               | 50,0                               |
| Медіана (років)                    | Медіана (років)                    | 50,157,6                           | 53,7                               | 53,7                               |
| — чоловіки — жінки                 |                                    |                                    |                                    |                                    |

| Походження мешканців:     | Походження мешканців:     | Походження мешканців: | Походження мешканців: | Походження мешканців: |
| ------------------------- | ------------------------- | --------------------- | --------------------- | --------------------- |
| Походження                |                           |                       | осіб                  | %                     |
| Корінні американці        | Корінні американці        |                       | 140                   | 20.29%                |
| Інше північноамериканське | Інше північноамериканське |                       | 475                   | 68.84%                |
| Європейське               | Європейське               |                       | 360                   | 52.17%                |
| британське                | британське                |                       | 65                    | 9.42%                 |
| французьке                | французьке                |                       | 320                   | 46.38%                |

## Клімат
Середня річна температура становить 5°C, середня максимальна – 23,1°C, а середня мінімальна – -15,7°C. Середня річна кількість опадів – 1 224 мм.
| Клімат поселення                              | Клімат поселення | Клімат поселення | Клімат поселення | Клімат поселення | Клімат поселення | Клімат поселення | Клімат поселення | Клімат поселення | Клімат поселення | Клімат поселення | Клімат поселення | Клімат поселення | Клімат поселення |
| Показник                                      | Січ.             | Лют.             | Бер.             | Квіт.            | Трав.            | Черв.            | Лип.             | Серп.            | Вер.             | Жовт.            | Лист.            | Груд.            |                  |
| Середній максимум, °C                         | −3,82            | −2,65            | 2,61             | 8,70             | 15,53            | 21,19            | 23,11            | 22,37            | 17,30            | 11,39            | 5,39             | −2,06            |                  |
| Середня температура, °C                       | −9,76            | −8,6             | −3,32            | 2,75             | 9,60             | 15,25            | 19,20            | 18,46            | 13,39            | 7,47             | 1,48             | −5,96            |                  |
| Середній мінімум, °C                          | −15,7            | −14,53           | −9,27            | −3,16            | 3,64             | 9,31             | 15,28            | 14,54            | 9,48             | 3,55             | −2,44            | −9,87            |                  |
| Норма опадів, мм                              | 123              | 90               | 104              | 106              | 105              | 87               | 109              | 87               | 86               | 94               | 115              | 118              |                  |
| Середньомісячна швидкість вітру, м/с          | 4.81             | 4.68             | 4.79             | 4.61             | 4.30             | 3.88             | 3.55             | 3.50             | 3.86             | 4.33             | 4.58             | 4.86             |                  |
| Середньомісячна сонячна радіація, кДж/м²·день | 5189             | 8672             | 12375            | 15181            | 18185            | 20320            | 19942            | 17475            | 13026            | 8196             | 4799             | 3906             |                  |
| --------------------------------------------- | ---------------- | ---------------- | ---------------- | ---------------- | ---------------- | ---------------- | ---------------- | ---------------- | ---------------- | ---------------- | ---------------- | ---------------- | ---------------- |
| Джерело:                                      |                  |                  |                  |                  |                  |                  |                  |                  |                  |                  |                  |                  |                  |